# Bosco Marengo
Bosco Marengo é uma comuna italiana da região do Piemonte, província de Alexandria, com cerca de 2 494 habitantes. Estende-se por uma área de 44.7 km², tendo uma densidade populacional de 56 hab/km². Faz fronteira com Alessandria, Basaluzzo, Casal Cermelli, Fresonara, Frugarolo, Novi Ligure, Pozzolo Formigaro, Predosa, Tortona.
Nesta cidade nasceu o Papa Pio V.

## Demografia
| Variação demográfica do município entre 1861 e 2011                               |
|                                                                                   |
| Fonte: Istituto Nazionale di Statistica (ISTAT) - Elaboração gráfica da Wikipedia |